# Pimpernelblauwtje

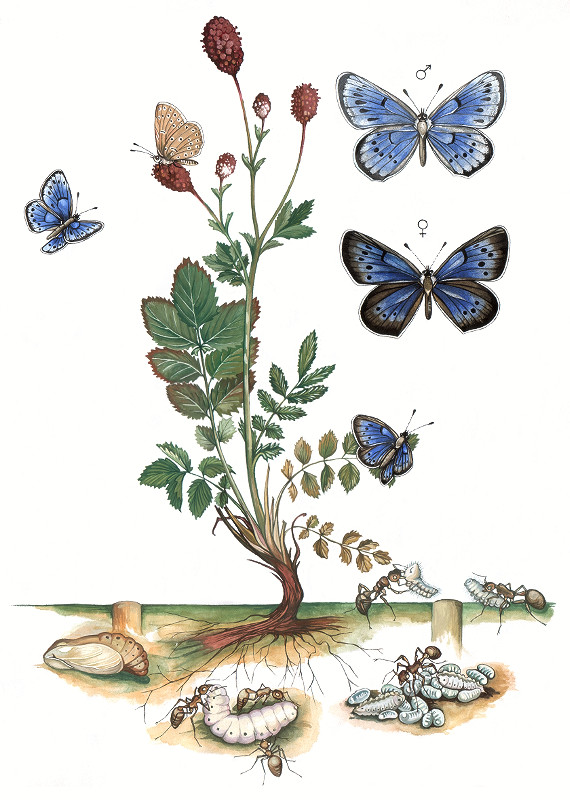

Het pimpernelblauwtje (Maculinea teleius, voorheen ook wel in de geslachten Phengaris en Glaucophsyche geplaatst) is een vlinder uit de familie Lycaenidae (kleine pages, vuurvlinders en blauwtjes). De vlinder wordt ook wel maasblauwtje genoemd.

## Kenmerken
De spanwijdte van de vlinder bedraagt 34 tot 38 millimeter. Het vrouwtje is lichter blauw dan het mannetje.

## Leefwijze
De waardplant van het pimpernelblauwtje is de grote pimpernel. Het vrouwtje heeft daarbij voorkeur voor lage, jonge exemplaren, waar zij in juli en augustus eieren afzet. Zodra de rupsen uit het ei zijn gekomen eten zij slechts drie tot vier weken van de plant, met name van de bloemen. Daarna laten ze zich uit de plant vallen om voornamelijk door moerassteekmieren mee te worden gevoerd naar het mierennest. Nadat de rups zich van de waardplant heeft laten vallen duurt het vaak een half tot anderhalf uur voordat een mier hem heeft gevonden. Om de mier te lokken maakt de rups roffelgeluiden. De mier drinkt daarna van de honingachtige substantie die de rups uitscheidt gedurende een tot twee uur. Daarna wordt de rups door de mier meegenomen het nest in. In een mierennest is veelal slechts ruimte voor één rups. In het nest verstrekken ze de mieren een honingachtige substantie vanuit een speciale "honingklier" en eten van de larven en poppen van de mieren. De rupsen eten ongeveer 250 mierenlarven. Regelmatig eten ze het hele nest leeg, maar doordat moerassteekmieren vaak verhuizen en zich opdelen in veel kleine nesten, wordt het nest vaak weer geherkoloniseerd. Het verpoppen vindt het volgende jaar in juni, in het mierennest plaats. In juli komt de vlinder tevoorschijn, die twee dagen de tijd heeft om te paren en eitjes te leggen.

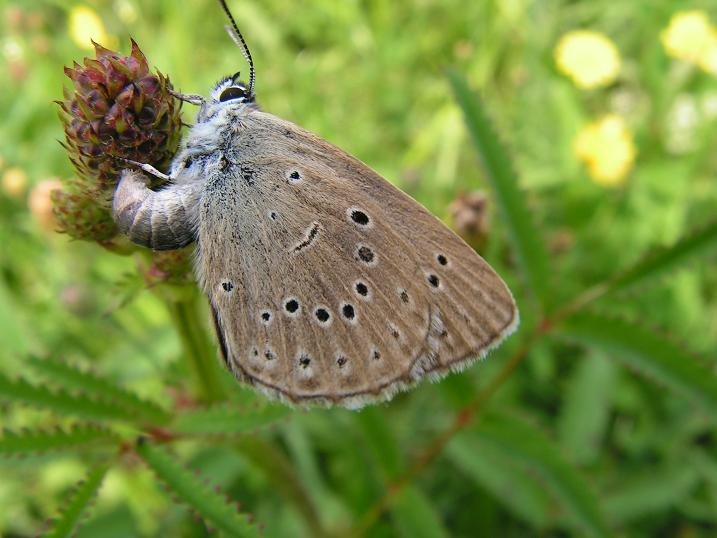
Vrouwtje legt eitjes
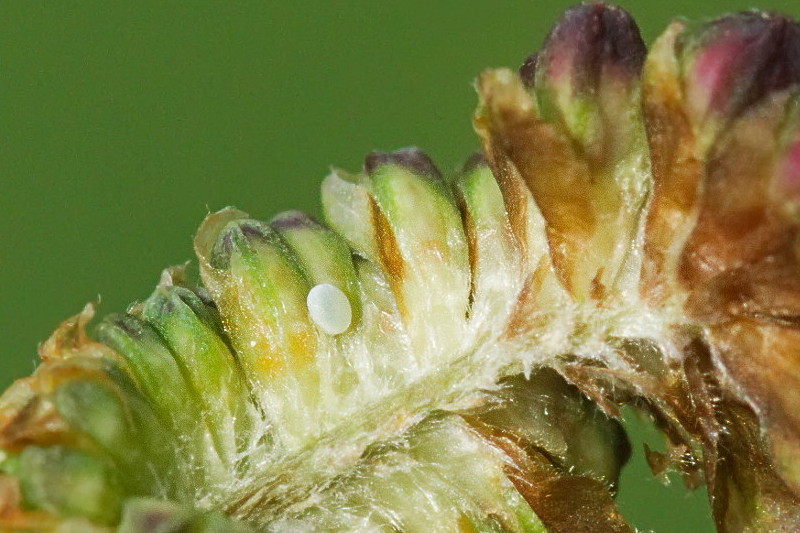
Ei
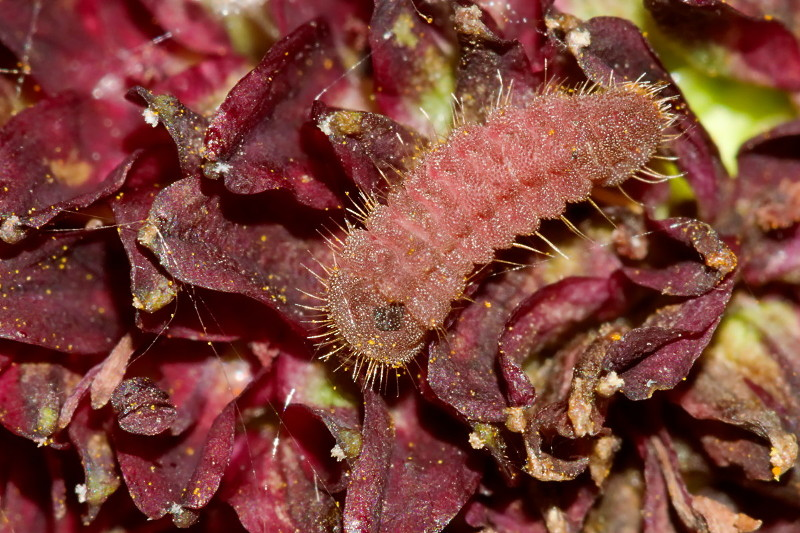
Rups
- Geluid van de rups

## Verspreiding en leefgebied
De vlinder komt voor van Centraal-Europa via Azië tot Japan. In Nederland is hij na zijn uitsterven rond 1970 succesvol geherintroduceerd in de Moerputten bij 's-Hertogenbosch vanuit een populatie uit Polen.  In België wordt het pimpernelblauwtje nog steeds als uitgestorven beschouwd. De laatste waarnemingen dateren van 1978 in het natuurgebied Dorent-Nelebroek.
De vliegtijd is van juni tot in augustus.

## Synoniemen
- Papilio diomedes Rottemburg, 1775 non Papilio diomedes Linnaeus, 1758
- Papilio telegonus Bergsträsser, 1779
- Papilio arctophylas Bergsträsser, 1779
- Papilio arctophonus Bergsträsser, 1779
- Papilio euphemus Hübner, 1800

## Ondersoorten
- Maculinea teleius teleius
  - = Lycaena euphemus bajuvaricus Fruhstorfer, 1917
  - = Lycaena euphemus thersandrus Fruhstorfer, 1917
  - = Lycaena peninsulae Verity & Querci, 1923
- Maculinea teleius chosensis (Matsumura, 1927)
  - = Maculinea teleius euphemia Sibatani, Saigusa & Hirowatari, 1994
  - = Lycaena euphemus coreana Matsumura, 1926
  - = Lycaena hozanensis Matsumura, 1927
  - = Maculinea teleius melancholica Bryk, 1946
- Maculinea teleius daisensis (Matsumura, 1926)
- Maculinea teleius euphemia (Staudinger, 1887)
  - = Lycaena euphemus insignis Sheljuzhko, 1928
- Maculinea teleius hosonoi Takahashi, 1973
  - = Maculinea teleis hakusanensis Fujioka, 1975
- Maculinea teleius kazamoto (Druce, 1875)
- Maculinea teleius obscurata (Staudinger, 1892)
- Maculinea teleius sinalcon Murayama, 1992
- Maculinea teleius splendens (Kozhantshikov, 1924)